# Paul Weinstein
Paul Weinstein (5 de abril de 1878 - 16 de agosto de 1964) fue un atleta alemán que compitió en el siglo XX.
Nació en Wallendorf. Ganó la medalla de bronce en atletismo en los Juegos Olímpicos de San Luis 1904 en el salto de altura. Samuel Jones ganó la medalla de oro y Garrett Serviss ganó la medalla de plata. Weinstein también compitió en el evento de salto con pértiga y terminó séptimo.